# Simfonija br. 5 (Mahler)
V. simfonija u cis-molu (ponekad se izostavlja tonalitet) skladana je između 1901. i 1903. godine u njegovu ljetnom boravištu u Maierniggu. V. simfonija Gustava Mahlera omogućuje mu iskušanje novoga načina glazbenog pisanja. Dotad je skladatelj u svojim djelima volio suprotstavljati čovjeka svijetu. Međutim, u V. simfoniji čini se kako se on usredotočuje na susret čovjeka i njemu sličnih. Humanija i možda evokativnija, ova partitura posvećena je Almi Mahler otkriva nam osobu sposobnu suprotstaviti se novim slabostima i brojnim unutrašnjim previranjima. Ljeti 1901. i 1902. godine Gustav Mahler napisao je ukupno pet stavaka svoje simfonije. Ljeto 1903. godine iskoristio je kako bi podrobnije ocrtao neke pojedinosti te "ulaštio" svoju partituru. Ovo će se djelo praizvesti 18. listopada 1904. godine u Kölnu pod dirigentskim ravnanjem Gustava Mahlera. 
Kako bi se malo odmorio, skladatelj će se iznova vratiti svojem poslu tek 1909. godine. Uzimajući u obzir primjedbe svoje drage Alme, čini se da je Gustav Mahler pod svaku cijenu htio izbjeći preopterećenje kako bi se u svoje skladanje unio nove emocije. Pedantan i predan radu, skladatelj želi savršen uradak, koji izričito posvećuje osobi s kojom se vjenčao 1902. godine, najljepšoj ženi Beča, Almi: "Mojoj dragoj Almi, mojoj vjernoj i hrabroj pratiteljici na svim putovima".
Već u prvom stavku Gustav Mahler uvodi nas u melodijski svijet koji oscilira od gotovo vojničke snage eterične nostalgije. Skladatelj s vragolastim zadovoljstvom obrađuje ovu temu tako što se natječe sam sa sobom kako ne bi ostao zarobljenik jednog tonaliteta ili jedne boje. Trube najčudesnije simboliziraju blještavu snagu vojničkih koračnica tako dragih Gustavu Mahleru. Što se tiče flaute, ona predstavlja melankonično sanjarenje, koje se malo - pomalo uvlači u partituru. A završnica ovoga stavka krajnje je zagonetna.
U drugom stavku ton je zadan već prvim notama. To je mjesto promjene, prigoda za divlje ritmove i udaraljke. U mirnijim dijelovima, drugi stavak skladatelju dopušta ponovno uvođenje teme razvijene u prvom stavku. Ovdje vlada silovitost, potpuna, dominantna, uporna. Ona vodi skladatelja prema trenutačnoj završnici, samrtničkoj i sumornoj.
U scherzu nam Gustav Mahler želi pružiti obrat. Odnosno, kako objašnjava sam skladatelj: "Svaka nota ima svoju osnovnu vitalnost, a zajedno se pretvaraju u vrtlog kao u krugu ili kao rep kometa". Okruženje je bitno drukčije; ovdje pobjeđuje smijeh, radost i ples. Zatim slijedi vrijeme mirovanja koje najavljuje razlaganje sastavnih dijelova.
Četvrti stavak simfonije može se usporediti s "jezerom" koje, barem na površini, izgleda nepokretno, no koje u svojoj dubini navješćuje početak finala.
Peti stavak je zapravo golema eksplozija u kojem tehnika Gustava Mahlera omogućuje poigravanje sa svim stilskim i melodijskim vjerojatnostima. Skladatelj nam daruje za slušanje savršeno stvorenu glazbu, krajnje obuzdanu, koja nas ostavlja zbunjene, zapanjene i nijeme. Kao maestralno remekdjelo, V. simfonija Gustava Mahlera na kraju krajeva predstavlja lekciju iz skladanja kakvih je malo na repertoaru velikih skladatelja.

## Diskografija
- Sinfonieorchester des Bayerischen Rundfunks, dirigent: Rafael Kubelik
- Berliner Philharmoniker, dirigent: Herbert von Karajan
- Wiener Philharmoniker, dirigent: Leonard Bernstein
- Chicago Symphony Orchestra, dirigent: Sir Georg Solti
- Chicago Symphony Orchestra, dirigent: Daniel Barenboim
- Los Angeles Philharmonic Orchestra, dirigent: Zubin Mehta
- Wiener Philharmoniker, dirigent: Lorin Maazel
- Berliner Philharmoniker, dirigent: Claudio Abbado
- The Royal Philharmonic Orchestra, dirigent: Frank Shipway
- Sankt-Peterburg Philharmonic Orchestra, dirigent: Yuri Temirnakov
- London Symphony Orchestra, dirigent: Valery Gergiev
- Chicago Symphony Orchestra, dirigent: Claudio Abbado
- Berliner Philharmoniker, dirigent: Sir Simon Rattle
- New York Philharmonic Orchestra, dirigent: Leonard Bernstein
- The Philadelphia Orchestra, dirigent: James Levine
- New Philharmonia Orchestra, dirigent: Sir John Barbirolli
- Berliner Philharmoniker, dirigent: Bernard Haitink
- Concertgebouworkest Amsterdam, dirigent: Mariss Jansons
- New York Philharmonic Orchestra, dirigent: Zubin Mehta
- Concertgebouworkest Amsterdam, dirigent: Riccardo Chailly
- Philharmonia Orchestra, dirigent: Giuseppe Sinopoli
- Concertgebouworkest Amsterdam, dirigent: Bernard Haitink
- London Philharmonic Orchestra, dirigent: Klaus Tennstedt